# La Faute de l'abbé Mouret
Pour les articles homonymes, voir La Faute de l'abbé Mouret (film) et Mouret.
La Faute de l’abbé Mouret est un roman d’Émile Zola paru en 1875, le cinquième volume de la série Les Rougon-Macquart. Faisant suite à La Conquête de Plassans, c’est le second ouvrage de la série qui traite du catholicisme. Le thème en est la vie d'un prêtre déchiré entre sa vocation religieuse et l'amour d'une femme.

## Résumé

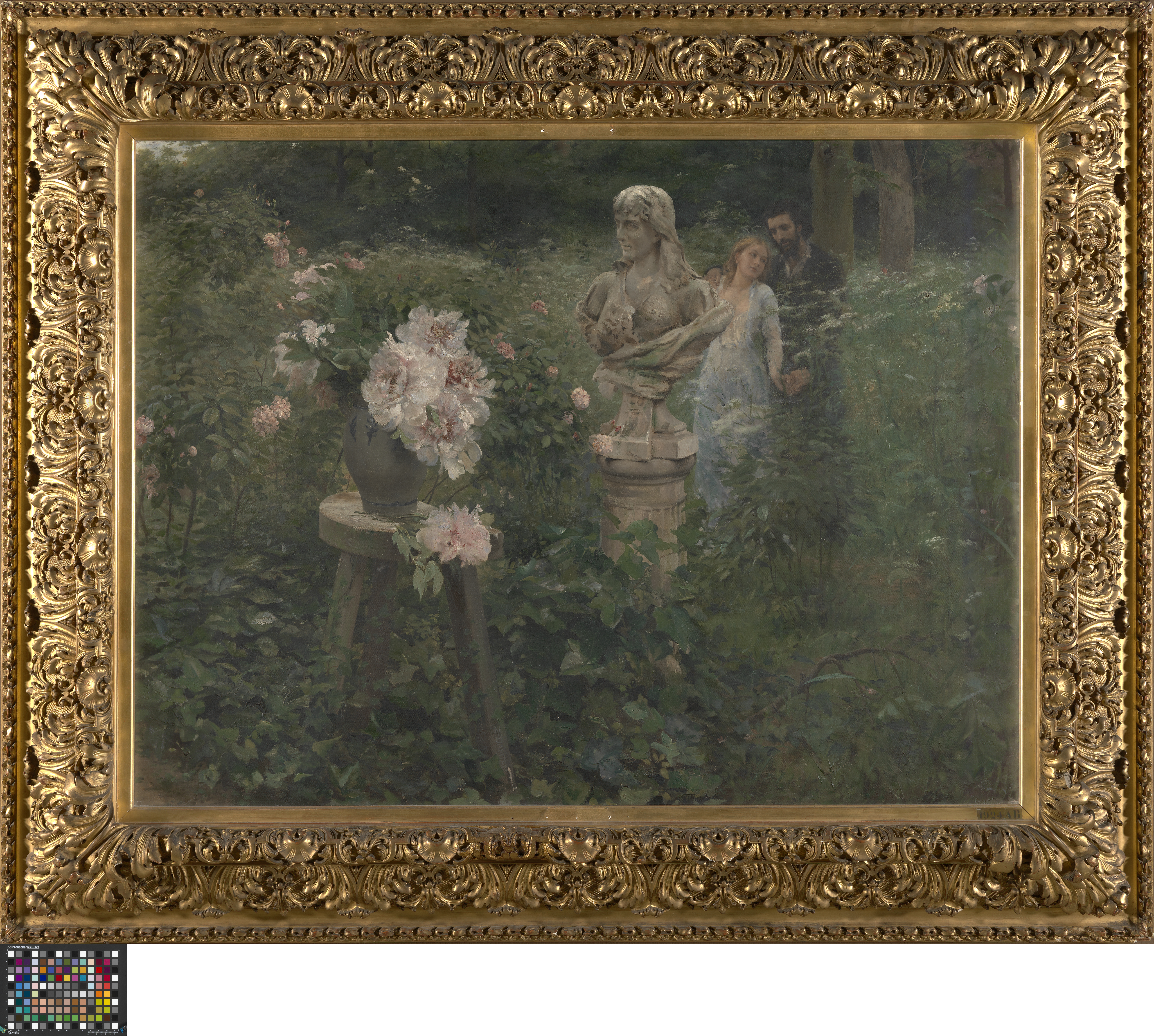
Le Paradou, Édouard Joseph Dantan, 1883, Musée des Beaux-Arts de Gand, 1924-AB.

Le héros, Serge Mouret, est le fils de François et de Marthe Mouret, personnages principaux du précédent roman. Ordonné prêtre à l'âge de vingt-cinq ans, il choisit d'exercer son ministère dans le petit village des Artaud, à quelques kilomètres de Plassans, sa ville natale (qui correspond dans les romans de Zola à Aix-en-Provence). Là, il sent monter en lui l'appel des sens, appel refoulé jusque-là par son éducation et sa formation au séminaire. Cet élan est attisé au contact des paysans, proches de la nature, et de leurs filles aux mœurs assez libres. Cette force se transforme en amour mystique pour la Vierge Marie, accompagné d’extases et de mortifications qui finissent par le rendre gravement malade. À deux doigts de mourir, il est confié par son oncle, le docteur Pascal (Le Docteur Pascal), à un athée nommé Jeanbernat et à sa nièce Albine, qui vivent dans une propriété à l’abandon appelée Le Paradou.
Au Paradou, Albine va peu à peu réapprendre la vie à l’abbé Mouret (qui n'est plus appelé que par son prénom, Serge, dans le livre II). Dans cette sorte de paradis terrestre à la végétation luxuriante, ils vivent comme Adam et Ève et découvrent peu à peu l’amour, qui finit par devenir charnel. Serge a trouvé son équilibre. Mais il va être brutalement chassé de ce paradis par le frère Archangias, qui lui rappelle ses devoirs de prêtre et le force à quitter Albine. L’abbé Mouret regagne sa paroisse, et tout désir s’éteint alors en lui. Albine se suicide lorsqu’elle voit que plus rien ne peut ramener son amant.

## Analyse
Pour Henri Mitterand, La Faute de l'abbé Mouret « n'est pas seulement l'histoire d'un prêtre. C'est [...] un hymne à la toute-puissance de la nature ; plus précisément, de la nature végétale, identifiée comme lieu d'une provocation permanente et invincible aux plaisirs des sens et à la génération. »
Dans le 5e chapitre du livre II, Serge « s'éveille » face à la beauté de la nature, ainsi que tous ses sens. Une seconde naissance du prêtre pourrait être évoquée. Son émerveillement soudain à la vue d'un lever de soleil pourrait être perçu comme son premier péché puisqu'il ne pense plus à la religion. Justement, dans le chapitre 2 du livre I, la nature est perçue comme bonne et agréable, contrairement à la religion qui représente la mort.

## Réception
Par son thème, le roman de Zola choquait fatalement les milieux « bien-pensants » de la fin du Second Empire, catholiques, mais aussi protestants calvinistes. Il fut mis à l'index par les autorités du Vatican (défense faite à un catholique de lire l'ouvrage) sous le régime de l'opera omnia, c'est-à-dire une interdiction concernant la totalité des oeuvres de l'auteur concerné. En 1900, quelques oeuvres de Zola furent sorties de l'Index, le cycle  Les Trois Villes, notamment, mais La Faute de l'abbé Mouret n'en faisait pas partie.
Zola était la cible de critiques virulentes des milieux catholiques et fut longtemps stigmatisé comme pornographe et auteur à scandale.
On peut se faire une idée de la réputation sulfureuse de cette oeuvre dans les milieux bourgeois en lisant le court ouvrage de Guy de Pourtalès Marins d'eau douce qui relate les souvenirs d'enfance de l'auteur (né dans un milieu privilégié et adolescent peu avant la guerre de 1914-1918) au bord du lac Léman où il pratique la voile en famille à la belle saison. Comme un rite de passage à l'âge adulte, l'auteur et ses camarades sont enfin autorisés à une  « grande aventure » , une « croisière » autour du lac entre jeunes gens en empruntant le voilier familial.
La bande d'adolescents en goguette embarque subrepticement le livre de Zola (publié trente-cinq ans auparavant ) tant défendu et décrié par leur entourage, cultivé et bien-pensant, et se le lisent à haute voix, à l'escale ou quand le voilier est encalminé...
Ils sont déçus, trouvant les passages « licencieux » d'un érotisme très tempéré, voire mièvre... Ils jettent à l'eau des poignées entières de pages du livre et se rabattent sur un autre fruit défendu, une cargaison de bouteilles de vins suisses chargés « en contrebande » qui ne les décevra pas.

## Édition
- La Faute de l’abbé Mouret, Paris, G. Charpentier, 1875    (Wikisource)

## Adaptations
- Alfred Bruneau a composé une musique de scène pour une pièce en 4 actes tirée du roman de Zola, représentée le 1er mars 1907 à l’Odéon.
- Georges Franju a réalisé, en 1970, un film La Faute de l'abbé Mouret avec Francis Huster dans le rôle de l'abbé Mouret.